# ویلهلم پیک
فردریش ویلهلم راینهولد پیک (آلمانی: Friedrich Wilhelm Reinhold Pieck; زاده ۳ ژانویهٔ ۱۸۷۶ – درگذشته ۷ سپتامبر ۱۹۶۰) یک سیاست‌مدار کمونیست اهل آلمان بود. او در شهر گوبن، امپراتوری آلمان به دنیا آمد.
او به سندیکای کارگران شرکت چوب پیوست، سپس عضو حزب سوسیال دموکرات آلمان شد و با دیدن خیانت‌های حزب سوسیال دموکرات به سوسیالیسم، شرایط را برنتابید و در سال ۱۹۱۸ به حزب اسپارتاکیست (کمونیست) آلمان پیوست.
او از شرکت کنندگان انقلاب ۱۹۱۸ آلمان بود. او در سال ۱۹۳۵ و پس از قدرت‌گیری نازی‌ها در آلمان و حمله آنها به عناصر چپ، ابتدا به فرانسه رفت سپس به اتحاد شوروی گریخت و پس از شکست آلمان در جنگ جهانی دوم، با ارتش سرخ به برلین برگشت.
او بلندپایه‌ترین فرد در حزب اتحاد سوسیالیستی آلمان و از بنیان‌گذاران آن بود. او با پشتیبانی اتحاد جماهیر شوروی، در پاسخ به ایجاد جمهوری فدرال در آلمان غربی، جمهوری دموکراتیک را در ناحیه شرقی آلمان پایه‌ریزی کرد که به آلمان شرقی معروف شد. او اولین رئیس شورای دولت در جمهوری دموکراتیک آلمان بود. رابطه او و استالین بسیار نزدیک بود. او در اصلاحات ارضی در سال ۱۹۵۱ با بولسواف بیروت، رئیس‌جمهور جمهوری خلق لهستان به توافق رسید و مرز جدیدی میان آلمان و لهستان ایجاد شد.
او در سال ۱۹۵۶ با ایجاد ارتش ملی خلق جمهوری دموکراتیک آلمان موافقت کرد.
او از سال ۱۹۴۹ تا زمان مرگش یعنی سال ۱۹۶۰ رئیس شورای دولت آلمان بود.